# Brahmamuhurtha
Brahma muhurta (hora de Brahma) é o período (muhurta) de uma hora e meia antes do nascer do sol, ou mais precisamente 1 hora e 36 minutos antes do sol nascer. (i.e. 96 Minutos = 2 Muhūrta ou 4 Ghaṭīkā). Literalmente significa "A Hora do Criador", é tradicionalmente a última fase ou muhurta da noite e é considerado uma hora favorável para todas as práticas de yoga e mais apropriada para
meditação, adoração ou qualquer prática religiosa.
Cada muhurta dura 48 minutos, sendo assim o Brahma muhurta começa 1 hora e 36 minutos antes do sol nascer, e termina 48 minutos antes do nascer do sol. A hora do nascer do sol varia a cada dia, de acordo com a localização geográfica e tempo do ano, portanto a hora do Brahma muhurta também varia. Por exemplo, se o sol nasce às 6h da manhã, o brahma muhurta começa às 4h24 da madrugada. Se o o sol nasce às 7h da manhã, brahma muhurta começa às 5h24 da madrugada, e assim por diante.

## No Yoga[5][6][7]
Sri Thirumalai Krishnamacharya (S. T. K.)significa "Pense em Deus. Se não em Deus, no sol, se não no sol, seus pais." S. T. K. identifica-se com o Vaishnavismo (adoração de Vishnu), assim como Annanta, sob a direção de Shiva, que é o primeiro yogi. Um Yogi moderno mostraria reverência ao sol.
No Kali Yuga, a divindade ainda pode ser alcançada através do yoga, mas por causa da mente agitada associada ao Yuga, Yoga deve ser praticado através de Kriya, baseado no asana. Portanto, é comum aos iogues modernos, cuja linhagem pode ser atribuída a S. T. K. praticar o Suryanamaskara (Sun Salutation) pela manhã. A Saudação do Sol pode ser usado na prática de limpeza ritual que usa os estados mentais associados com Vata na Ayurveda. Esses estados mentais são mencionados nos sutras de Yoga de Patanjali Essas qualidades estão mais próximas do divino, como eles dizem respeito à quietude da mente, que permite que o espírito brilhe. É por causa do estado de espírito ainda mais inerente em Brahmamuhurtha, que os estados meditativos podem ser mais facilmente alcançados.

## Importância de acordar na Brahma Muhurta
Ayurveda afirma que existem três doshas encontradas no corpo físico humano, chamado Vata, (Ar e Éter), Pitta (Fogo e Água) e  Kapha (Terra e Água). O aumento ou diminuição desses três doshas está relacionado aos ciclos de tempo. Do nascer do sol até 10h da manhã é a hora de Kapha; de 10h da manhã até 14h é a hora de Pitta; e de 14h até o pôr do sol (18h) é a hora de Vata.
A noite segue um padrão semelhante, de 18h até 22h é a hora de Kapha, de 22h até 2h da madrugada é a hora de Pitta, e de 2h da madrugada até 6h da manhã (nascer do sol) é hora de Vata. Brahmamuhurtha ocorre durante a fase Vata de madrugada para manhã, entre 2h da madrugada e 6h da manhã, e os mestres de Yoga afirmam que o melhor momento para meditar é uma hora e meia antes do amanhecer, porque a mente está inerentemente imóvel naquele momento, permitindo que um alcance um estado meditativo mais profundo.